# Piper Mackenzie Harris
Piper Mackenzie Harris (* 26. Januar 2000 in Texas) ist eine US-amerikanische Schauspielerin.

## Filmografie (Auswahl)
- 2007: Blonde Ambition
- 2007: Passions (Fernsehserie, 1 Folge)
- 2008: iCarly (Fernsehserie, 1 Folge)
- 2009: FlashForward (Fernsehserie, 1 Folge)
- 2009: How I Met Your Mother (Fernsehserie, 1 Folge)
- 2009: The Sound Collector (Kurzfilm)
- 2009: G-Force – Agenten mit Biss (G-Force)
- 2010: Lie to Me (Fernsehserie, 1 Folge)
- 2010: The Middle (Fernsehserie, 1 Folge)
- 2010: Terriers (Fernsehserie, 2 Folgen)
- 2010: Weihnachtspost (Christmas Mail)
- 2011: Sound of My Voice
- 2011: Navy CIS: L.A. (Fernsehserie, 1 Folge)
- 2011–2013: Parenthood (Fernsehserie, 2 Folgen)
- 2013: R.I.P.D.
- 2013: Modern Family (Fernsehserie, 2 Folgen)
- 2014: The Fosters (Fernsehserie, 1 Folge)